# تازارين (إقليم زاكورة)
تازارين (بالإنجليزية: TAZARINE)‏ هي جماعة قروية تابعة لإقليم زاكورة ضمن جهة درعة تافيلالت بالمغرب وتبعد بحوالي 150 كيلومتر عن «هوليوود المغرب» مدينة وارززات. بلغ مجموع عدد سكان  تازارين حسب إحصاءات 2004 حوالي 13721 نسمة يعيشون في 1713 أسرة.
تزخر القرية بواحة ملئي بشجر النخيل، بالإضافة إلى مجموعة من الأضرحة التي يقال على أنها لأولياء صالحين. تتميز المنطقة بطقوس غريبة خلال المولد النبوي. تجدر الإشارة إلى أن المنطقة تعد مسكنا لنسل عباس المساعدي، وفرع من فروع المربي عبد القادر الجيلاني.

## إحصاء عام
| السنة | عدد السكان | عدد الأسر | عدد الأجانب |
| ----- | ---------- | --------- | ----------- |
| 1994  | 13134      | 1500      | °°°°        |
| 2004  | 13721      | 1713      | 0           |

## دواوير الجماعة
- أم الرمان (آيت بوداود)
- أسغطس (آيت بوداود)
- تمساهلت

تاغبالت (شمالا)